# 塔卡利语
塔卡利语（Thakali）是尼泊尔的一种汉藏语，為塔卡利族所使用，主要分布在莫雅格迪县和木斯塘县。其方言间相互理解性很有限。
塞克方言（Seke），包含唐倍（Thangbe）、德唐（Tetang）、楚克桑（Chuksang）三個次方言，有时被视作独立的语言。

## 地理分布
塔卡利语分布在卡利-甘达基河谷中部和沿岸山地，in道拉吉里专区木斯塘县。塔卡利语区一侧以安纳布尔纳峰为界，另一侧是道拉吉利峰，南界为Tatopani村，北界为Jomsom村（《民族语》）。
Tukuche方言自Tukuche至Thaksatsae分布在13个村。这一区域外也有很多使用者。
Seke分布在道拉吉里专区木斯塘县Chuksang、Tsaile、Tangbe、Tetang和Gyakar村。母语者仅剩约700人，其中100人生活在纽约。据报道，纽约一半的使用者生活在同一幢公寓里。

## 方言
《民族语》列出塔卡利语下列方言：
- 土庫徹（Tukuche，又稱Tamhang Thakali、Thaksaatsaye、Thaksatsae）
- 馬爾帕（Marpha，又稱Puntan Thakali）
- 西昂（Syang，又稱Yhulkasom）

塞克語（Seke）有下列方言：
- 唐倍（Tangbe）
- 德唐（Tetang）
- 楚克桑（Chuksang）